# 九龍巴士79K線
九龍巴士79K線是香港新界北區一條來往上水及打鼓嶺（松園下）的巴士路線。
由於本線與73K、78K同樣進入香港邊境禁區，故三線常被巴士迷統稱為「禁區三寶」。
因應第三階段縮減邊境禁區範圍在2016年1月4日起實施，73K及79K在實施當日已經被剔出禁區路線。

## 歷史
- 1958年2月，打鼓嶺農村產業道路通車，當時並沒有公共交通工具前往。
- 1961年8月5日，九巴開辦29號巴士線（來往上水及打鼓嶺）。
- 1973年7月16日，配合重組路線編號，29號線改編號為79。
- 1973年11月5日，九巴開辦82號巴士線（來往上水及打鼓嶺，途經文錦渡路及蓮麻坑路）。
- 1975年2月15日，82號線改為來往聯和墟至文錦渡（新屋嶺），不經打鼓嶺。
- 1977年3月1日，九巴開辦巴士線79A（來往聯和墟及坪洋）。
- 1981年6月29日，79A線永久停駛。
- 1983年7月16日，配合九廣鐵路（今港鐵東鐵綫路段）全線電氣化，79號線改編號為79K。
- 1997年7月13日，79K改為全空調服務，往上水方向並改經粉嶺火車站。
- 2008年12月7日，配合70線取消，本線增設聯和墟往上水的分段收費$3.7。
- 2013年8月17日，調整班次，削減一輛雙層空調巴士掛牌。
- 2015年3月21日：增設到站時間預報。[1]
- 2016年1月4日：配合特區政府縮減邊境禁區範圍第3階段實施，打鼓嶺巴士總站不再屬於邊境禁區（所有民眾皆可搭乘本線前往打鼓嶺巴士總站），標誌此路線完全撤出邊境禁區。
- 2017年5月15日: 路線  由打鼓嶺延長至打鼓嶺（松園下）。
  - 往松園下方向新增「打鼓嶺警署」及「竹園」站；原「打鼓嶺」落客站亦獲保留，但改稱「較寮」；
  - 由松園下開出後，設「竹園」及「較寮」兩站，然後於已易名「打鼓嶺警署」的原打鼓嶺巴士總站停站及返回原有路線。
- 2018年8月25日: 上水開出的尾班車時間由22:30延遲至23:30；來回程增設蓮麻坑路「蓮麻坑道」站。[2]
- 2019年1月29日：星期一至五（星期六及公眾假期除外）17:10開出特快班次，由打鼓嶺（松園下）開出單向開往粉嶺站，當時中途只停靠蓮麻坑路「蓮麻坑道」站後便不停站直達粉嶺站。[3]
- 2019年3月4日：主線來回加停「祥華邨祥頌樓」站，往打鼓嶺方向加停「粉嶺站」，往上水方向取消「粉嶺消防局」站[4]；而往粉嶺站特快班次加停「軍地」及「祥頌樓」兩站。[5]
- 2020年11月16日：取消下午由打鼓嶺（松園下）開往粉嶺站之特別班次。[6]
- 2023年9月1日：增設特別短途班次，於星期一至五06:55由打鼓嶺（松園下）開往粉嶺站，不經聯和墟總站，因應當日颱風蘇拉襲港，當日巴士路線暫停服務，實際改動日為9月4日。[7]
- 2023年9月30日：由上水開出的頭班車時間由06:00提早至05:50。
- 2023年11月27日：增設特別班次，於星期一至五18:40由粉嶺站開往打鼓嶺（松園下），不經聯和墟總站。[8]
- 2024年4月27日：逢星期六、日及公眾假期加開三班由粉嶺站開往打鼓嶺（松園下），不經聯和墟總站之特別班次，開出時間為09:35、10:35及11:35。

## 服務時間及班次
常規班次
| 上水開           | 上水開      | 上水開       | 打鼓嶺（松園下）開 | 打鼓嶺（松園下）開 | 打鼓嶺（松園下）開 |
| 日期             | 服務時間    | 班次（分鐘） | 日期               | 服務時間           | 班次（分鐘）       |
| ---------------- | ----------- | ------------ | ------------------ | ------------------ | ------------------ |
| 星期一至五       | 05:50-10:50 | 30           | 星期一至五         | 06:00              | 06:00              |
| 星期一至五       | 11:10       | 11:10        | 星期一至五         | 06:20-07:35        | 15                 |
| 星期一至五       | 11:30-14:00 | 25           | 星期一至五         | 07:55              | 07:55              |
| 星期一至五       | 14:00-23:30 | 30           | 星期一至五         | 08:25-12:25        | 30                 |
|                  |             |              | 星期一至五         | 12:25-13:45        | 20                 |
| 13:45-21:15      | 30          |              | 星期一至五         |                    |                    |
| 21:15-22:30      | 25          |              | 星期一至五         |                    |                    |
| 星期六           | 05:50-06:50 | 30           | 星期六             | 06:00-09:00        | 30                 |
| 星期六           | 06:50-08:30 | 25           | 星期六             | 09:00-10:40        | 25                 |
| 星期六           | 08:30-13:00 | 30           | 星期六             | 10:40-14:10        | 30                 |
| 星期六           | 13:00-17:00 | 20           | 星期六             | 14:10-18:30        | 20                 |
| 星期六           | 17:00-23:30 | 30           | 星期六             | 18:30-22:30        | 30                 |
| 星期日及公眾假期 | 05:50-07:00 | 35           | 星期日及公眾假期   | 06:00-13:00        | 30                 |
| 星期日及公眾假期 | 07:00-12:00 | 30           | 星期日及公眾假期   | 13:00-15:20        | 20                 |
| 星期日及公眾假期 | 12:00-16:00 | 20           | 星期日及公眾假期   | 15:20-17:00        | 25                 |
| 星期日及公眾假期 | 16:00-23:30 | 30           | 星期日及公眾假期   | 17:00-22:30        | 30                 |

特別班次 (打鼓嶺（松園下）↔ 粉嶺站（不經聯和墟總站）)
- 星期一至五
  - 打鼓嶺（松園下）開：06:55
  - 粉嶺站 開：18:40

星期六、日及公眾假期不設服務

## 收費
全程：$6.9
- 聯和墟往上水：$5.1

| - 本線設有12歲以下小童及65歲或以上長者半價優惠。 - 65歲或以上香港居民使用「樂悠咭」，以及12歲以下合資格殘疾兒童使用「殘疾人士身份」個人八達通繳付車資，均可享有每程$2.0或半價（以較低者為準）的票價優惠；12至64歲合資格殘疾人士使用「殘疾人士身份」個人八達通（包括「樂悠咭」），以及60至64歲香港居民使用「樂悠咭」繳付車資，均可享有每程$2.0或全費（以較低者為準）的票價優惠。 - 65歲或以上長者如使用長者或一般個人八達通繳付車資，則只可享有半價優惠；12至64歲合資格殘疾人士如不使用「殘疾人士身份」個人八達通，以及60至64歲人士如不使用「樂悠咭」繳付車資，必須繳付全費。 - 乘客可以現金或八達通於上車時付款，不設找續。 - 每位成人乘客可免費攜帶最多兩名4歲以下而不佔座位的兒童乘客乘車，超額之4歲以下小童必須繳付小童車費乘車。 - 持有「九巴月票」之乘客在車票有效期內，每日可享最多10程任何九龍巴士及龍運巴士路線（包括本路線，以及聯營路線的九龍巴士／龍運巴士提供的班次；惟乘搭機場「A」及「NA」線則可享原價二七折優惠（不會計算每天10次合資格車程））；而B1線則每日可享最多各2程（不會計算每天10次合資格車程）。 - 九龍巴士、城巴、龍運巴士及陽光巴士全職員工及家屬（不包括外判職員）可免費乘搭本路線，惟必須拍職員或職員家屬八達通。 - 乘客亦可透過多元化電子支付系統（e度嘟）繳付車資，包括使用非接觸式VISA卡、JCB卡、萬事達卡、銀聯卡、美國運通、大來國際、Discover Card、Apple Pay、Google Pay、Samsung Pay、AlipayHK「易乘碼」、支付寶、WeChatHK／微信支付「搭車碼」、銀聯雲閃付「乘車碼」及BOC Pay「乘車碼」。乘客使用此付款方式，使用此支付方式的乘客可享有中途下車之分段收費，以及與其他九巴／龍運獨營路線或聯營線九巴／龍運班次之轉乘優惠，惟不適用於與非九巴／龍運路線之轉乘優惠，亦不能享有「公共交通費用補貼計劃」及「長者及合資格殘疾人士公共交通票價優惠計劃」。 |

### 八達通轉乘優惠
乘客登上本線後150分鐘內以同一張八達通卡轉乘以下路線，或從以下路線登車後150分鐘內以同一張八達通卡轉乘本線，次程可獲$4.2折扣優惠：
79K←→屯門／元朗／天水圍路線
- 79K往上水 → 261(P)、276(P)、276A/B往屯門／元朗／天水圍
- 261(P)、276(P)、276A/276B往上水 → 79K往打鼓嶺

79K←→九龍／荃灣／青衣路線
- 79K往上水 → T270、T277、270A、270C、270P、270B、277X、278X/A/P或279X往九龍／荃灣／青衣
- T277、270A、270B、270C、277X、278X/A或279X往北區 → 79K往打鼓嶺

79K←→過海隧道路線
- 79K往上水 → 373、673或978系往港島
- 373、673或978往上水／粉嶺 → 79K往打鼓嶺

## 使用車輛
上世紀開線時本線亦是新界區典型長期於1960-70年代派出亞比安單層巴士應付的鄉郊路線，數十年來，都是採用舊款巴士行駛。由於受到及路窄環境關係，九巴多採用Victor VT17AL / EVK55CL型單層巴士行走。後來更改用「短牛」丹拿F型雙層巴士，並於80年代中以「雞車」利蘭勝利二型，直到1990年代大量利蘭勝利二型巴士退役為止，全冷初期多派三菱MK117（AM）單層空調巴士行走，中期改派丹尼士飛鏢（AA）單層空調巴士行走。
由2010年5月24日起，本路線引入2輛12米2009年斯堪尼亞K230UB單層低地台空調巴士（ASC10／NX4335、ASC23／PB6753，該2輛巴士原為73K線掛牌），取代2輛年事已高而正式退役的1993年丹尼士飛鏢（AA7／FN6870、AA9／FN7995），為本路線首次有12米單層巴士作掛牌車；由2010年11月23日起，本路線引入2輛2009年10.6米斯堪尼亞K230UB單層低地台空調巴士（ASB8／NV3632、ASB10／NV4082，該2輛巴士原為278K線掛牌），取代2輛1993年-1994年丹尼士飛鏢（AA21／FP2107、AA31／MT4228，前者因年事已高而正式退役）。
之後用車包括1輛2003年亞歷山大丹尼士Enviro 500 12米（ATE5 / KY4464）、2輛富豪超級奧林比安10.6米（ASV38 / KA9116、ASV98 / LT6216）空調巴士，均屬上水車廠。
一直以來，本線只能採用短車身雙層巴士或12米單層巴士行駛。隨著有關邊境禁區開放，加上打鼓嶺的路面環境改善，此路線開始不時有12米雙層巴士行駛。
現時用車為5輛亞歷山大丹尼士Enviro 500 MMC 12米（ATENU）雙層空調巴士。
| 車隊編號 | 車牌   |
| -------- | ------ |
| ATENU166 | SJ3539 |
| ATENU326 | SW6406 |
| ATENU592 | TM4681 |
| ATENU594 | TM5861 |
| ATENU638 | TN6619 |

## 行車路線

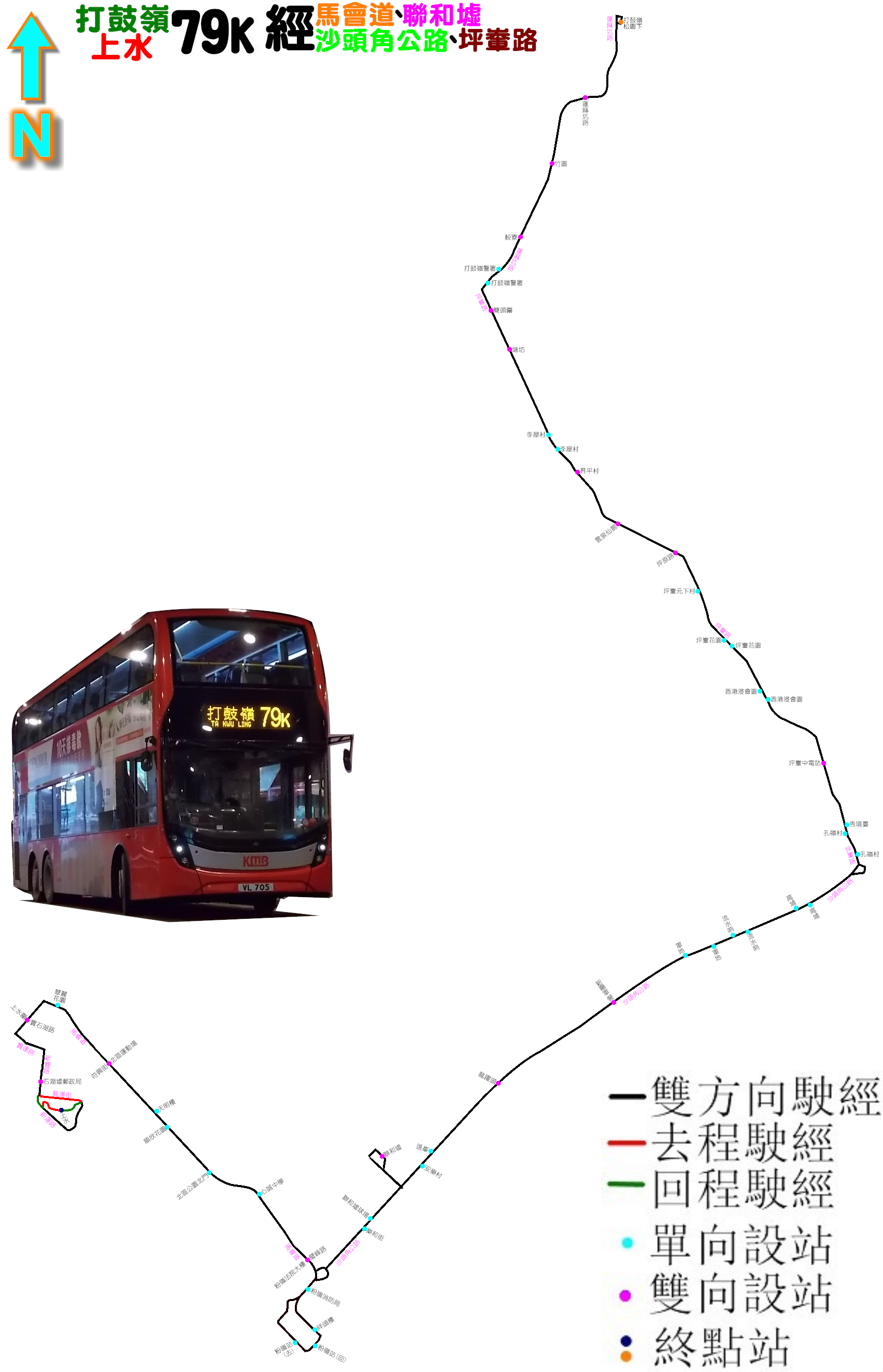
79K線的走線圖

上水開經：龍運街、新運路、新豐路、寶運路、寶石湖路、馬會道、沙頭角公路—龍躍頭段、新運路、粉嶺車站路、沙頭角公路—龍躍頭段、聯安街、聯和墟巴士總站、和泰街、聯安街、沙頭角公路 （龍躍頭段、馬尾下段）、坪輋路及蓮麻坑路。
打鼓嶺（松園下）開經：蓮麻坑路、坪輋路、沙頭角公路 （馬尾下段、龍躍頭段）、聯安街、聯和墟巴士總站、和泰街、聯安街、沙頭角公路—龍躍頭段、新運路、粉嶺車站路、沙頭角公路—龍躍頭段、馬會道、寶石湖路、寶運路、新豐路、龍琛路、龍運街及新運路。
特別班次不經斜體字之路段

### 沿線車站
| 上水開 | 上水開                   | 上水開                   | 打鼓嶺（松園下）開 | 打鼓嶺（松園下）開       | 打鼓嶺（松園下）開       |
| 序號   | 車站名稱                 | 位置                     | 序號               | 車站名稱                 | 位置                     |
| ------ | ------------------------ | ------------------------ | ------------------ | ------------------------ | ------------------------ |
| 1*     | 上水巴士總站             | 上水巴士總站             | 1                  | 打鼓嶺（松園下）巴士總站 | 打鼓嶺（松園下）巴士總站 |
| 2*     | 石湖墟郵政局             | 新豐路                   | 2                  | 蓮麻坑道                 | 蓮麻坑路                 |
| 3*     | 上水圍                   | 寶石湖路                 | 3                  | 竹園                     | 蓮麻坑路                 |
| 4*     | 翠麗花園                 | 馬會道                   | 4                  | 較寮                     | 蓮麻坑路                 |
| 5*     | 北區運動場               | 馬會道                   | 5                  | 打鼓嶺警署               | 蓮麻坑路                 |
| 6*     | 天平邨天明樓             | 馬會道                   | 6                  | 簡頭圍                   | 坪輋路                   |
| 7*     | 心誠中學                 | 馬會道                   | 7                  | 塘坊                     | 坪輋路                   |
| 8*     | 璧峰路                   | 馬會道                   | 8                  | 李屋村                   | 坪輋路                   |
| 9*     | 祥華邨祥頌樓（A1）       | 新運路                   | 9                  | 昇平村                   | 坪輋路                   |
| 10     | 粉嶺站（C2）             | 粉嶺車站路               | 10                 | 雲泉仙館                 | 坪輋路                   |
| 11     | 聯和墟球場               | 沙頭角公路-龍躍頭段      | 11                 | 坪原路                   | 坪輋路                   |
| 12*    | 聯和墟                   | 聯和墟巴士總站           | 12                 | 坪輋花園                 | 坪輋路                   |
| 13     | 逸峯                     | 沙頭角公路－龍躍頭段     | 13                 | 香港浸會園               | 坪輋路                   |
| 14     | 龍躍頭                   | 沙頭角公路－龍躍頭段     | 14                 | 坪輋中電站               | 坪輋路                   |
| 15     | 新圍軍營                 | 沙頭角公路－龍躍頭段     | 15                 | 秀境臺                   | 坪輋路                   |
| 16     | 軍地                     | 沙頭角公路－龍躍頭段     | 16                 | 孔嶺村                   | 坪輋路                   |
| 17     | 流水响                   | 沙頭角公路－龍躍頭段     | 17                 | 高埔                     | 沙頭角公路－馬尾下段     |
| 18     | 高埔                     | 沙頭角公路－馬尾下段     | 18                 | 流水响                   | 沙頭角公路－龍躍頭段     |
| 19     | 孔嶺村                   | 坪輋路                   | 19                 | 軍地                     | 沙頭角公路－龍躍頭段     |
| 20     | 坪輋中電站               | 坪輋路                   | 20                 | 新圍軍營                 | 沙頭角公路－龍躍頭段     |
| 21     | 香港浸會園               | 坪輋路                   | 21                 | 龍躍頭                   | 沙頭角公路－龍躍頭段     |
| 22     | 坪輋花園                 | 坪輋路                   | 22                 | 安樂村                   | 沙頭角公路－龍躍頭段     |
| 23     | 坪輋元下村               | 坪輋路                   | 23*                | 聯和墟                   | 聯和墟巴士總站           |
| 24     | 坪原路                   | 坪輋路                   | 24                 | 樂和街                   | 沙頭角公路－龍躍頭段     |
| 25     | 雲泉仙館                 | 坪輋路                   | 25                 | 祥華邨祥頌樓（A1）       | 新運路                   |
| 26     | 昇平村                   | 坪輋路                   | 26                 | 粉嶺站（C1）             | 粉嶺車站路               |
| 27     | 李屋村                   | 坪輋路                   | 27*                | 粉嶺法院大樓             | 馬會道                   |
| 28     | 塘坊                     | 坪輋路                   | 28*                | 北區公園北門             | 馬會道                   |
| 29     | 簡頭圍                   | 坪輋路                   | 29*                | 順欣花園                 | 馬會道                   |
| 30     | 打鼓嶺警署               | 蓮麻坑路                 | 30*                | 符興街                   | 馬會道                   |
| 31     | 較寮                     | 蓮麻坑路                 | 31*                | 寶石湖路                 | 寶石湖路                 |
| 32     | 竹園                     | 蓮麻坑路                 | 32*                | 石湖墟郵政局             | 新豐路                   |
| 33     | 蓮麻坑道                 | 蓮麻坑路                 | 33*                | 上水巴士總站             | 上水巴士總站             |
| 34     | 打鼓嶺（松園下）巴士總站 | 打鼓嶺（松園下）巴士總站 |                    |                          |                          |

特別班次不停靠有 * 號之車站。

## 外部連結
- 九巴 79K 線
- 九巴79K線官方網站路線資料 （页面存档备份，存于）
- 九巴 79K 線－i-busnet.com （页面存档备份，存于）
- 九巴 79K 線－681巴士總站 （页面存档备份，存于）